# Chicago Fire
Chicago Fire Soccer Club er en fodboldklub fra Chicago, som spiller i Major League Soccer, den øverste fodboldliga i USA.
Klubben blev grundlagt 8. oktober 1997 – på 126-årsdagen for den store brand i Chicago (The Great Chicago Fire), som klubben har sit navn efter.

## Danske spillere
Tobias Salquist (2024-2025)

## Hjemmebaner
- Soldier Field (1998–2001, 2004–2005)
- Cardinal Stadium (2002–2003)
- Toyota Park (2006—)